# Nome hebraico
Esta página contém alguns caracteres especiais e é possível que a impressão não corresponda ao artigo original.
Nomes hebraicos são nomes que tem sua origem na língua hebraica, e são principalmente retirados da Torá ou de outros livros sagrados do judaísmo, como o Talmud. São utilizados em sua forma original pelos judeus, mas geralmente de forma adaptada aos idiomas locais em países cristãos e islâmicos.
Costumeiramente os judeus que vivem na Diáspora colocam em seus filhos um nome no idioma local do país em que vivem, e um nome hebraico que os acompanhara por toda sua vida apenas em termos religiosos. Geralmente este nome é dado pelos pais ou por um rabino, e pode homenagear parentes ou amigos. O momento da nomeação ocorre na cerimônia do Brit milá (para meninos) e do Zeved habat (para meninas). Aqueles que não tem um nome hebraico desde pequenos, ou que se convertem ao judaísmo geralmente adotam um nome hebraico que lhes é designado pelo Beit Din no instante da conversão.

## Origens dos nomes hebraicos
Os nomes em hebraico podem ter diversas origens:
- Nomes encontrados no Tanakh, como Moshê, Yeshayah e outros. Estes nomes podem incluir agradecimentos a Deus (como Yehoshua) e nomes de anjos (como Gavriel).
- Nomes encontrados no Talmud.
- Nomes encontrados na natureza – por exemplo, nomes de animais como Dvorá (Deborah), Tziporá e outros, e nomes de plantas como Tamar e Shoshana.

## Lista de nomes hebraicos e versões relacionadas

### א 'Alef
- אָב Av, masc. pai
- אֲבִיגַיִל Avigáyil, Abigail; fem. alegria de meu pai
- אֲבִימֶלֶךְ Avimelekh, Abimelech, Abimeleque; masc. Meu pai é rei
- אֲבְרָהָם Avraham, Abraão;masc. Pai de muitos
- אָדָם Adam, Ādām, Adão; masc. homem
- אבאAba, Pai; Paizinho, Papai.
- אַהֲרֹן Aaron, Aharon, Aarão

### ב Bet- Vet
- בָּרוּךְ Barukh,Baruque; masc. Bendito

### ג Guímel
- גַּבְרִיאֵלGavriel, Gabriel, Gavri'el; masc. Minha força é elohim|el(ohim)

### ד Dálet
- דְּבוֹרָה Devora, Deborah, Dvora; fem abelha

### ה Hê
- הֶבֶל Hével, Abel; masc. sopro
- הָגָר Hagar, Agar; fem. estrangeira
- הוֹשֵׁעַ Hošéa, Hôšēª, Hosea, Hoshea, Oseias; masc. salvação
- הִלֵּל Hillel, Hillēl, Hilel; masc. louvado

### ו Vav
- וֶרֶד Vered, feminino,  Rosa.

### ז Záyin
- זְאֵב Ze'ev, Zeeb, Ze'ev, masculino lobo.

### ח Chet (emHebraicotransliterado "CH" tem som de "RR" aspirado)
- חֲנוֹךְ Enoch, Hanoch, Chanoch, masc. iniciado,dedicado,disciplinado.
- חָיים Chaim, masc. Vida.

### ט Tet
- טוֹבְאֵל Tobeel, Tov'el, masc. Bom é Deus.
- טוֹבִיָּהוּ Toviyyáhu, Tobiah, Tobias, Toviyahu, Toviahu, masc. Bom é Yah.
- טניה Tanya, Tânia, fem. rainha dos anjos.

### י Yud
- יְהוּא Yəhu, Yəhû, Jehu, Yehu, masc. Yah é ele
- יְהוֹאָב Yəhoav, Joab, Yo'av, masc. Yah é pai
- יְהוֹאֵל Yəhôēl, Joel, Yo'el, masc.Yah é Deus

### כ Kaf
- כּהֵן Kohen, Kōhēn, Cohen, masc. sacerdote.
- כּוּשׁ Kuš, Kûš, Cush, Kush, masc. preto.

### ל Lámed
- לָבָן Lavan, Laban, masc. branco
- לוֹט Lot, Ló, masc. escondido

### מ Mem
- מַלְכִּיָּהוּ Malkiyyáhu, Malkiyyā́hû, Malchiah, Malkiyahu, Malkiahu, masc. Meu rei é Yah.
- מַלְכִּי־צֶדֶק Malki ẓédeq, Malkî-ṣéḏeq, Melchizedek, Malki Tzedek,Melchisedech Melquisedeque masc. Meu rei é justiça.

Mem sofit
ם

### נ Nun
Nun sofit
ן

### צ Tzadê
tzipora

### ת Tav
- תֵּימָן Teman, Têmān, Teiman. "O sul".
- תַּמּוּז Tammuz, Tammûz, Tamuz. Nome de um mês do calendário civil judaico. Possivelmente do acadiano dumu-zi, nome de um deus pagão (ver Tamuz).
- תִּמְנַע Timna, Timnạ, Timna, Timnah.
- תָּמָר Tamar, Tāmār. "Palmeira." feminino.
- תֶּרַח Terá, Terah, Terach. "Andarilho." masculino.
- תִּשְׁרִי Tišri, Tišrî, Tishri, תִּשְׁרֵי Tišre, Tišrê, Tishrei. Nome do primeiro mês do calendário civil judaico. Possivelmente do acadiano tašrītu "Príncipio", de šurrū, "começar"